# Gunnar Eriksson
Krång Erik „Gunnar“ Eriksson (* 3. Januar 1921 in Mora,  Dalarnas län; † 8. Juli 1982 ebenda) war ein schwedischer Skilangläufer.

## Werdegang
Eriksson, der für den IFK Mora startete, gewann bei den Olympischen Winterspielen 1948 in St. Moritz die Bronzemedaille über 18 km und die Goldmedaille mit der Staffel. Im Jahr 1949 erreichte er mit dem sechsten Platz seine beste Platzierung beim Wasalauf. Bei den Nordischen Skiweltmeisterschaften 1950 in Lake Placid wurde er Weltmeister über 50 km. Im folgenden Jahr siegte er bei den Lahti Ski Games im 50-km-Lauf. Bei den Nordischen Skiweltmeisterschaften 1954 in Falun belegte er den 21. Platz über 50 km und den 15. Platz über 30 km. Mit der Staffel von IFK Mora wurde er zweimal schwedischer Meister (1945, 1950).

## Erfolge
- Olympische Winterspiele 1948 in St. Moritz: Gold mit der Staffel, Bronze über 18 km
- Nordische Skiweltmeisterschaften 1950 in Lake Placid: Gold über 50 km